# Prima Categoria Tridentina 1965-1966
Il campionato di calcio di Prima Categoria 1965-1966 è stato il V livello del campionato italiano. A carattere regionale, fu il sesto campionato dilettantistico con questo nome.
Questo è il l'unico girone organizzato dal Comitato Regionale Venezia Tridentina per la regione Trentino-Alto Adige.

## Classifica
|  |     | Prima Categoria girone unico Tridentino 1965-66 | Pt | G  | V  | N  | P  | GF | GS |
|  | --- | ----------------------------------------------- | -- | -- | -- | -- | -- | -- | -- |
|  | 1.  | U.S. Slanzi Alense, Ala                         | 38 | 26 | 16 | 6  | 4  | 68 | 26 |
|  | 2.  | U.S. Rotaliana, Mezzolombardo                   | 36 | 26 | 14 | 8  | 4  | 37 | 22 |
|  | 3.  | Merano Sportiva, Merano                         | 36 | 26 | 15 | 6  | 5  | 45 | 20 |
|  | 4.  | G.S. Lancia, Bolzano                            | 31 | 26 | 12 | 7  | 7  | 49 | 30 |
|  | 5.  | S.S. Benacense, Riva del Garda                  | 29 | 26 | 8  | 13 | 5  | 36 | 32 |
|  | 6.  | U.S. Lana, Lana d'Adige                         | 26 | 26 | 10 | 6  | 10 | 44 | 41 |
|  | 6.  | U.S. Mori, Mori                                 | 26 | 26 | 9  | 8  | 9  | 26 | 28 |
|  | 8.  | A.C. Bressanone / Brixen, Bressanone            | 25 | 26 | 9  | 7  | 10 | 22 | 21 |
|  | 8.  | U.S. Aquila, Trento                             | 25 | 26 | 7  | 11 | 8  | 37 | 36 |
|  | 8.  | S.S. Olivo, Arco                                | 25 | 26 | 9  | 7  | 9  | 35 | 39 |
|  | 11. | S.S. Settaurense, Storo                         | 21 | 26 | 6  | 9  | 11 | 25 | 47 |
|  | 12. | U.S.Termeno / Tramin, Termeno                   | 20 | 26 | 7  | 6  | 13 | 30 | 48 |
|  | 13. | A.S. Virtus Don Bosco, Bolzano                  | 19 | 26 | 3  | 13 | 10 | 25 | 34 |
|  | 14. | S.S.V. Bressanone / Brixen, Bressanone          | 7  | 26 | 1  | 5  | 20 | 10 | 65 |
|  |     |                                                 |    |    |    |    |    |    |    |

Verdetti